# シンクロ接点
シンクロ接点（シンクロせってん）は閃光電球やエレクトロニックフラッシュをシャッターの開放と同調させて発光させるための信号接点である。

## 発光タイミングによる分類

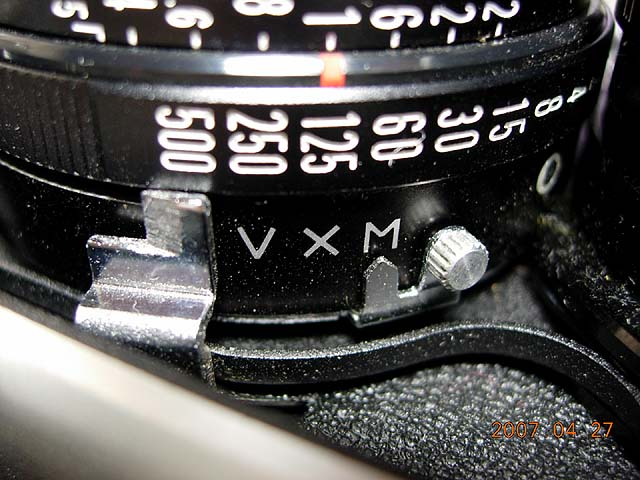
レンズシャッターのシンクロ接点の例。M接点/X接点をレバーで切り換える（VはVariableの略でセルフタイマー）。

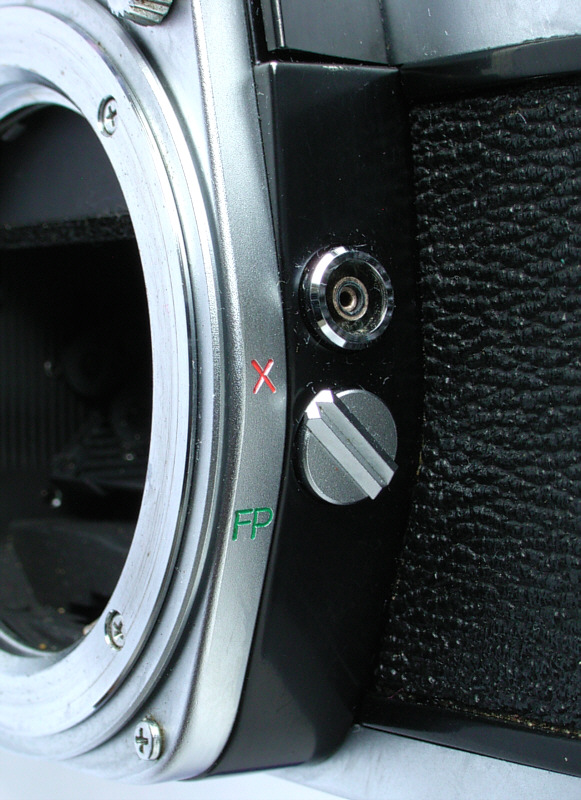
レバーでFP接点とX接点を切り替えるタイプもある

現在は発光器の大部分がエレクトロニックフラッシュ（要はストロボ）になっているため意識することがなくなっているが、かつて閃光電球を使用していた時代には、閃光電球が信号を与えてから発光するまでにタイムラグがあったため、タイムラグの長さを「級」として閃光電球を分類し、使用者はその閃光電球の級に合わせたシンクロ同調モードを設定して発光させる必要があった。
F接点
F級の閃光電球をレンズシャッターで使用する場合に使用する。旧式のシャッターにしか搭載されていないことが多い。信号を与えてから最大光量で発光するまでに約10ミリ秒のタイムラグがある。
M接点
M級の閃光電球をレンズシャッターで使用する場合に適し、レンズシャッターが全開になるタイミングに合わせて発光させるため全ての速度に同調する。信号を与えてから最大光量で発光するまでに約20ミリ秒のタイムラグがある。
FP接点
より長時間発光し続けるFP級の閃光電球をフォーカルプレーンシャッターで使用する場合に適し、フォーカルプレーンシャッターの高速シャッタースピードに同調する。閃光電球が充分な光量に達するまで10ミリ秒程度は必要なため、シャッターの先幕が走り出すより15～20ミリ秒ほど早く発光を始めさせている。
X接点
MF級の閃光電球とエレクトロニックフラッシュを使用する場合に適する。「X」はXenon（キセノン、ゼノン）の頭文字で、エレクトロニックフラッシュがキセノン管を使用して発光するため。フォーカルプレーンシャッターの場合には先幕が走り切った瞬間に発光させるため、シャッター幕が全開となるシャッタースピードでしか同調しない。ホットシューはエレクトロニックフラッシュの普及以降に標準化されたため、すべてX接点である。

## コネクターによる分類

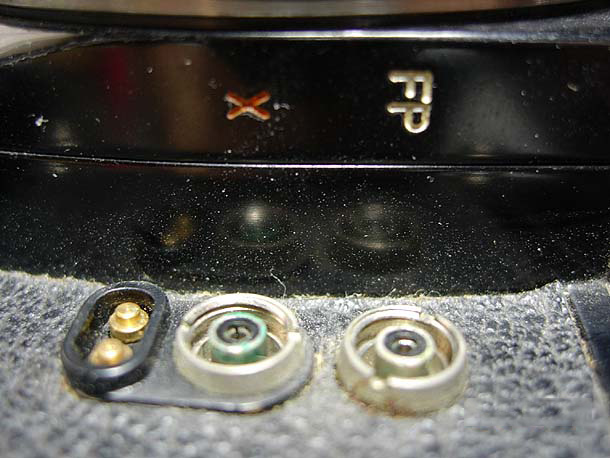
フォーカルプレーンシャッターのシンクロ接点の例。FP接点とX接点別々にドイツ式コネクターがあり、更にX接点は2極コネクターも使用出来るようになっている

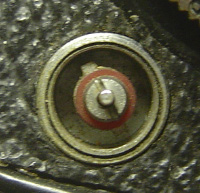
古いコダック式のソケット

現在はホットシューによることが多くなったが、その他にシンクロケーブル用の以下のコネクターが使用されている。
ドイツ式
現在使用されているものはほとんどこれである。
コダック式
以前は広く使われていた。
その他
古いカメラではこの他にも単なる2極コネクター等によるシンクロ接点が使われていることがある。またミニチュアバルブ(AG球)ソケットという、オールグラス（AG）の閃光電球を直接差し込んで使うソケットも存在する。